# Шон Кіркем
Шон Кіркем (англ. Shaun Kirkham, нар. 24 липня 1992) — новозеландський веслувальник, олімпійський чемпіон 2020 року.

## Виступи на Олімпіадах
| Олімпіада           | Дисципліна | Місце |
| ------------------- | ---------- | ----- |
| Ріо-де-Жанейро 2016 | вісімки    | 6     |
| Токіо 2020          | вісімки    | 1     |

## Зовнішні посилання
- Шон Кіркем — олімпійська статистика на сайті Sports-Reference.com (англ.) (архівна версія)
- Шон Кіркем на сайті FISA.